# Православни хришћани у Централној и Западној Европи
Православни хришћани у Централној и Западној Европи (тачније, византијска-православних хришћана) су верска мањина.

## Заступљеност по земљама

### Француска
У Француској постоје епархије и парохије свих православних цркава.

### Лихтенштајн
У Лихтенштајну постоји већ више од 20 година Православни Савез. Он је део грчку и српску црквене заједнице.